# Sakmara
Sakmara (ros. Сакмара) – rzeka w zachodniej Rosji, na terenie Baszkortostanu i obwodu orenburskiego, prawostronny dopływ Uralu.
Rzeka ma swoje źródło na wschodnich zboczach pasma górskiego Urałtau (część Uralu Południowego). Jej długość wynosi 798 km, a powierzchnia dorzecza – 30 200 km². Rzeka zamarza w okresie od listopada do kwietnia, a od kwietnia do czerwca wylewa. W dolnym biegu jest żeglowna. Jej głównymi dopływami są Ziłair, Bolszoj Ik i Sałmysz.
Nad rzeką położone są miasta Orenburg (nad ujściem) i Kuwandyk.